# Escudo de Candamo

El escudo de Candamo, como tantos concejos del Principado de Asturias, utiliza, pero sin sanción legal, el escudo inventado por Octavio Bellmunt y Fermín Canella en su obra "Asturias". Es un escudo partido:
- En el primer cuartel: un pino, con una serpiente y a su lado hay un pájaro, acompañan al pino cuatro lanzas. Esta primera parte es el escudo de armas del concejo de Grado, al que perteneció Candamo hasta 1788.

- En el segundo cuartel: tres tablas de plata, con cuatro tornillos del mismo metal en cada una de las tablas. Esta parte es atribuida al linaje de Tablas de Candamo.

Cuenta la historia, que esta familia tomó el apellido "de las tablas" en memoria de haber echado sobre el río unas tablas, para que pasara don Pelayo y sus guerreros y así poder luchar con un poderoso ejército morisco.
Al timbre corona real abierta. 
- Datos: Q8777875